# Subway

Państwa, w których działają restauracje Subway (2021)

Subway (wcześniej Pete’s Super Submarines) – nazwa sieci franczyzowych barów szybkiej obsługi, która oferuje przede wszystkim kanapki, sałatki oraz wrapy.
Marka należy do Doctor’s Associates, Inc. (DAI) i posiada 42 500 barów w 111 krajach (stan na marzec 2019). Wszystkie lokale Subway działają na zasadzie franczyzy i są własnością franczyzobiorców. Subway jest jedną z trzech największych marek barów fast food pod względem liczby lokalizacji, obok Yum! Brands (36 000 lokali KFC i Pizza Hut) i McDonald’s (36 000).
Sieć Subway używa w wewnętrznym wystroju motywów związanych z nowojorskim metrem czy drapaczami chmur, a także mapy Manhattanu.

## Historia
28 sierpnia 1965 Fred DeLuca i Peter Buck otworzyli pierwszy lokal w miejscowości Bridgeport w stanie Connecticut w USA. Była to budka naprzeciw uniwersytetu sprzedająca ogromne kanapki pod nazwą „Pete’s Super Submarines”. Tuż po otwarciu zmienili nazwę na „Pete’s Subway”, a potem na „Subway”. Sieć wielokrotnie zdobyła pierwsze miejsce w rankingu najlepszych franczyz gastronomicznych na świecie, przygotowanym przez magazyn Entrepreneur.

## Subway Polska
Pierwszy bar Subway w Polsce powstał w 2004 w Krakowie, na pl. Dominikańskim, niedaleko Rynku Głównego. Po krótkim czasie krakowski lokal został zamknięty.
Kolejne bary powstały w Warszawie w Galerii Mokotów oraz przy Nowym Świecie. W lutym 2005 otwarty został pierwszy bar w Gdańsku. Jesienią 2005 na Aleje Jerozolimskie w Warszawie przeniesiono zamknięty wcześniej lokal na Nowym Świecie.
W 2023 roku w Polsce działały 172 bary Subway.

## Galeria

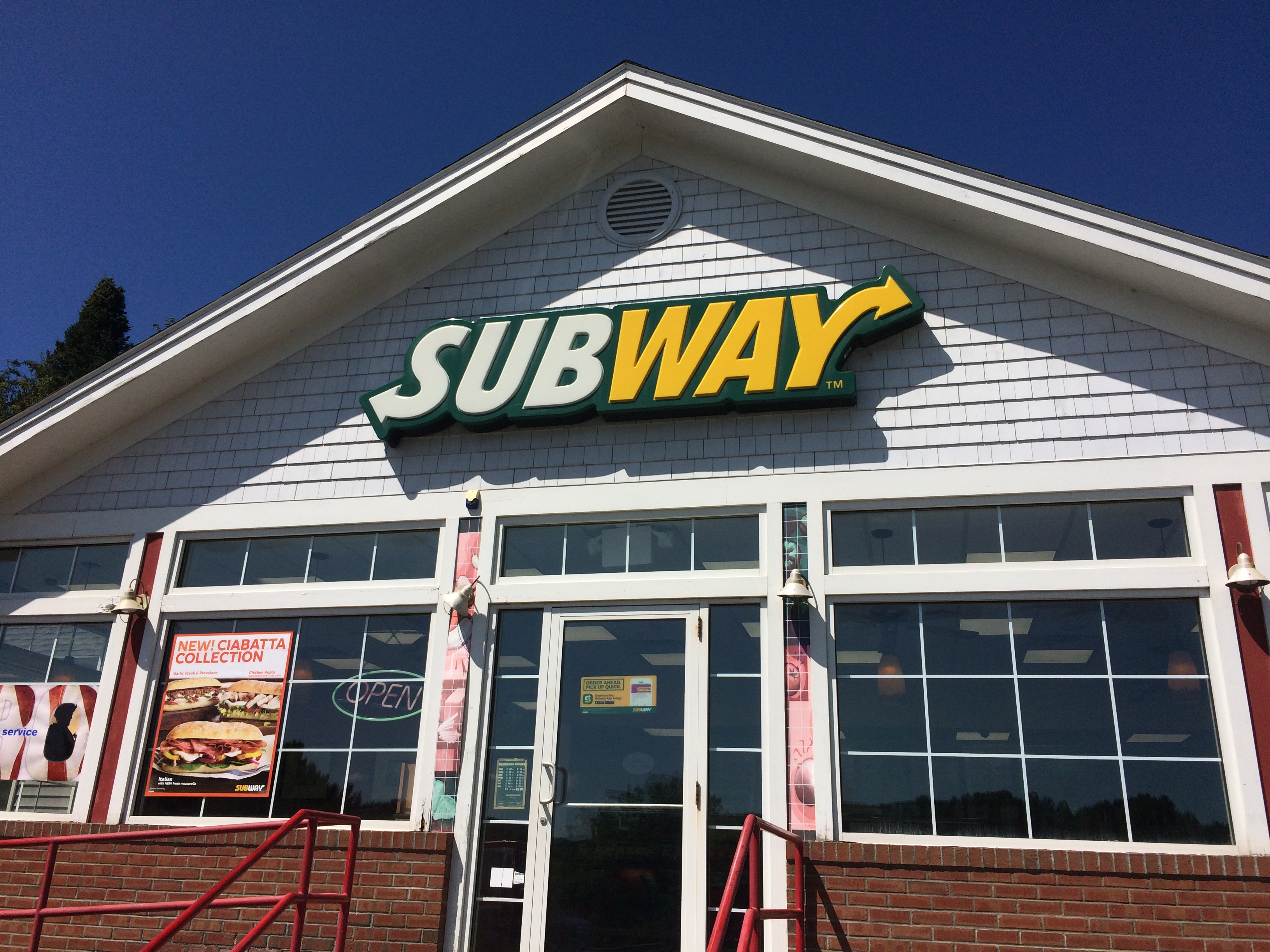
Subway w Newport
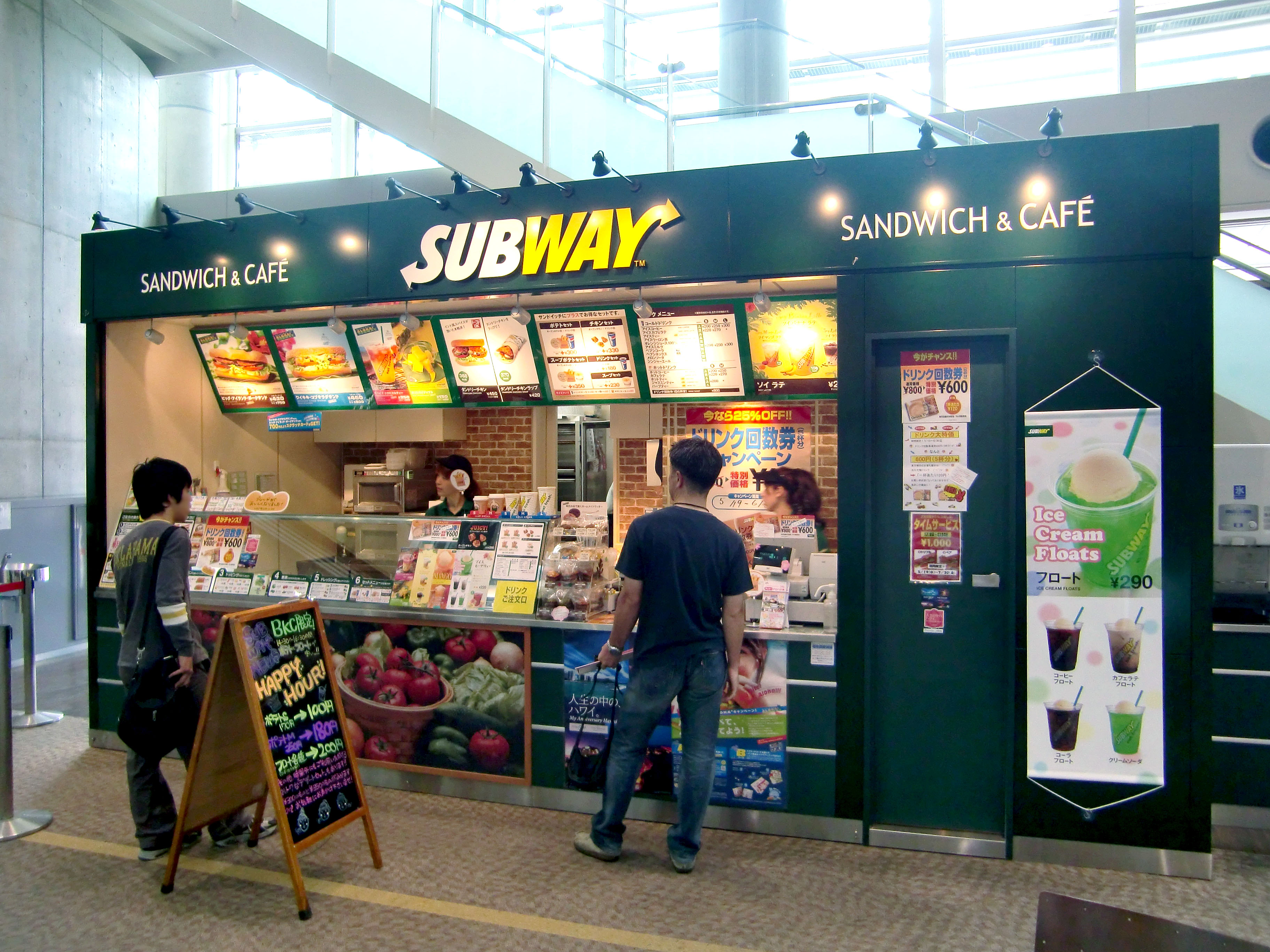
Subway na kampusie Uniwersytetu Ritsumeikan w Kioto
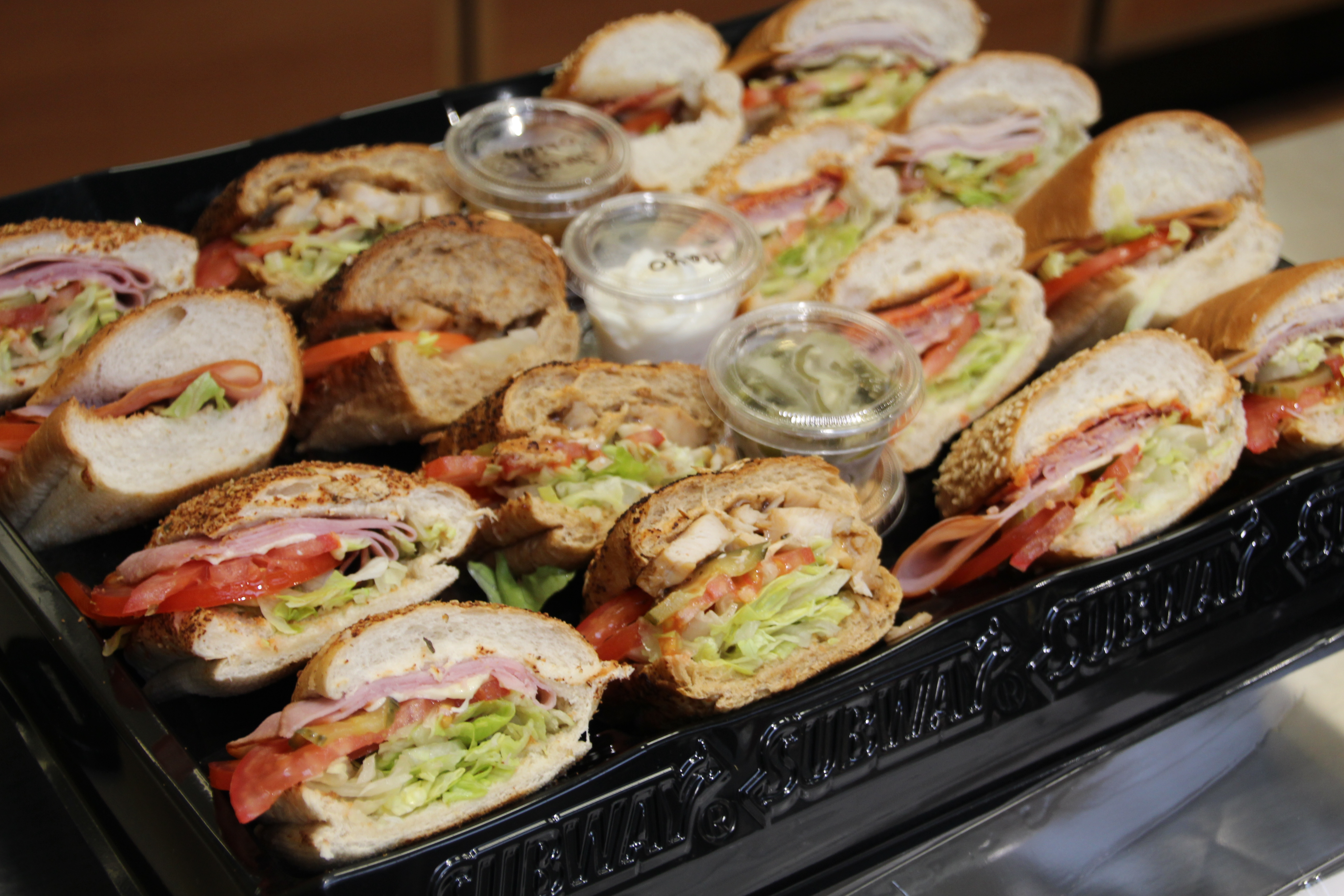
Kanapki oferowane w restauracjach Subway
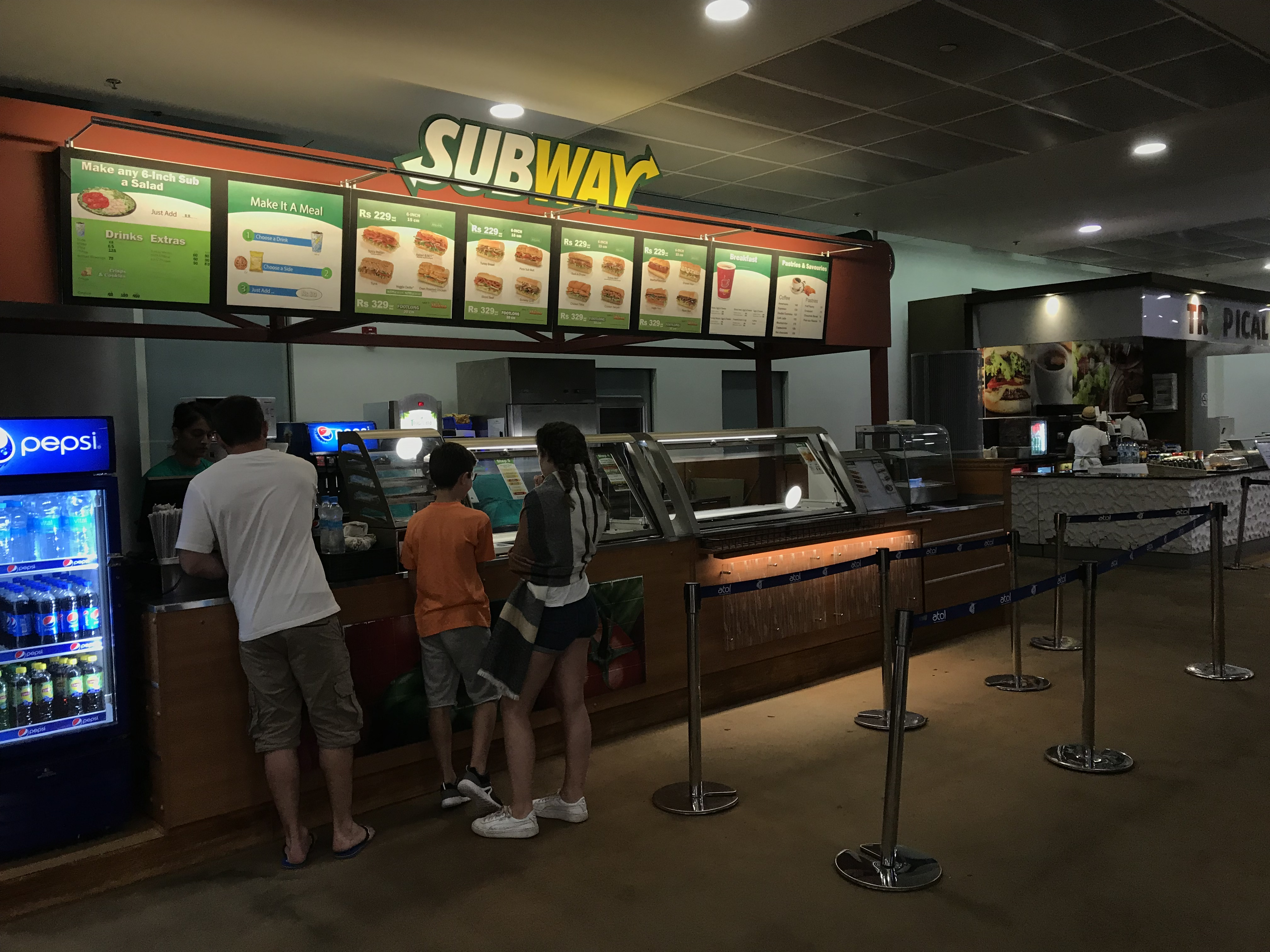
Subway położony na terenie terminalu Portu lotniczego Mauritius
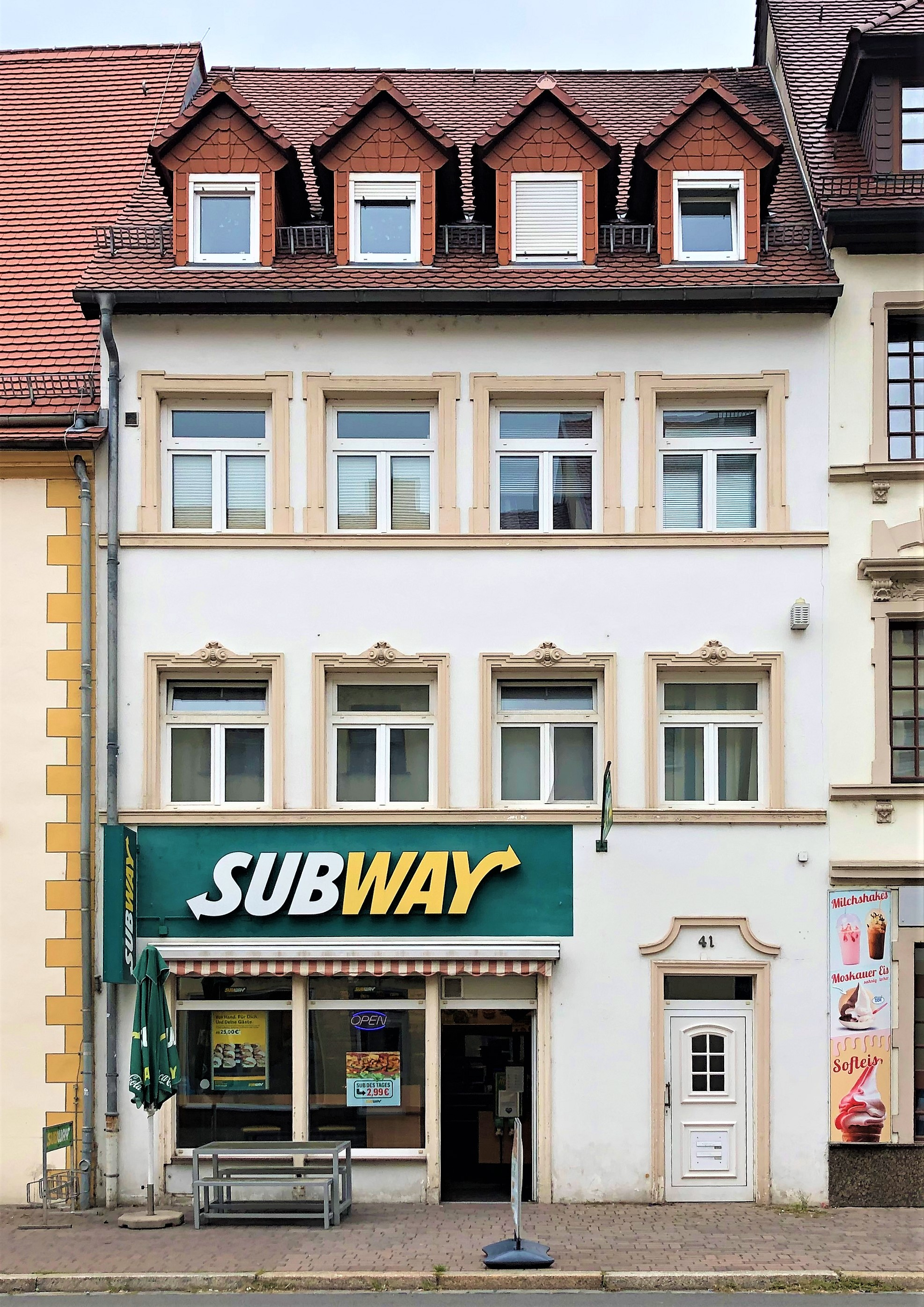
Subway w Eilenburg